# Carmen Castillo Taucher
Carmen Gisele Castillo Taucher (Santiago, 22 de octubre de 1954) es una médica, política y académica chilena. Fue ministra de Salud del segundo gobierno de Michelle Bachelet, desde 2015 hasta 2018. Desde junio de 2021 desempeña el cargo de alcaldesa de la comuna de San Felipe.

## Familia y estudios
Es hija del médico cirujano Pedro Castillo, quién fuera presidente de la «Comisión Nacional contra la Tortura», y de Érica Taucher Schrettebrunner, inmigrante alemana. Por medio de su padre, se vinculó al Partido Socialista (PS), quien además fue cercano al grupo de médicos del presidente Salvador Allende, que encabezaba el ministro de Salud Arturo Jirón.
Estudió en la Facultad de Medicina de la Universidad de Chile, donde se tituló de médica cirujana. Posteriormente realizó un magíster en salud pública con mención en epidemiología en la misma universidad.

## Trayectoria profesional

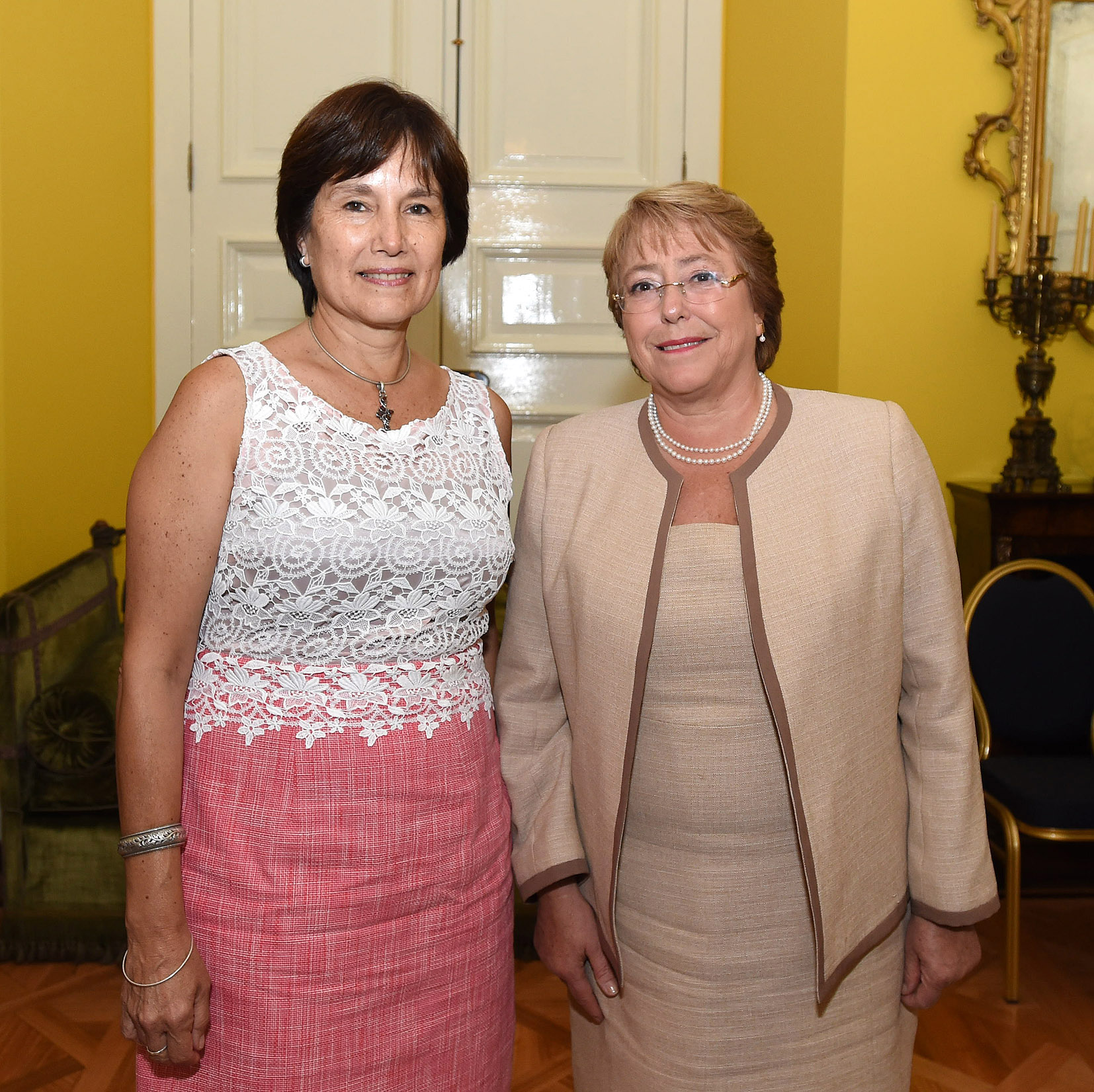
Castillo (izquierda) junto a la presidenta Michelle Bachelet.

Ha trabajado en el sistema público de salud, siendo subdirectora del Hospital Dr. Luis Gajardo Guerrero de San Felipe (1988-1989), directora del Servicio de Salud Aconcagua (2000-2010), y directora técnica del Centro de Salud Familiar Dr. Jorge Ahumada Lemus de Santa María (2010-2013).
En 2013 asumió como directora del Campus San Felipe de la Universidad de Valparaíso. Ese mismo año integró la "Comisión Asesora Presidencial para el Estudio y Propuesta de un Nuevo Modelo y Marco Jurídico para el Sistema Privado de Salud", convocada por la presidenta Michelle Bachelet para la reforma del sistema de Instituciones de Salud Previsional.
El 23 de enero de 2015 fue designada ministra de Salud por Bachelet, en reemplazo de Helia Molina, quien había renunciado el 30 de diciembre de 2014.
En 2020 fue invitada por el Ministerio de Salud (Minsal) para integrar la Mesa Social COVID-19, creada para enfrentar dicha pandemia en el país.
En las elecciones municipales de 2021, postuló por un cupo a la alcaldía de la comuna de San Felipe, resultando elegida como alcaldesa con un 33,13% del total de sufragios válidos.

## Historial electoral

### Elecciones municipales de 2021
- Elecciones municipales de 2021 para la alcaldía de San Felipe

| Candidato               | Pacto                         | Partido | Votos | %     | Resultado |
| ----------------------- | ----------------------------- | ------- | ----- | ----- | --------- |
| Carmen Castillo Taucher | Unidad por el Apruebo         | Ind.    | 8406  | 33,13 | Alcaldesa |
| Patricio Freire Canto   | Independiente                 | Ind.    | 5950  | 23,45 |           |
| Christian Beals Campos  | Chile Vamos                   | RN      | 5241  | 20,66 |           |
| Francisca Bello Campos  | Frente Amplio                 | CS      | 3482  | 13,73 |           |
| Boris Aedo Torres       | Chile Digno, Verde y Soberano | PCCh    | 2290  | 9,03  |           |